# Tadżycki Państwowy Uniwersytet Medyczny im. Awicenny
Tadżycki Państwowy Uniwersytet Medyczny im. Awicenny (tadż. Донишгоҳи давлатии тиббии Тоҷикистон ба номи Абӯалӣ ибни Сино, ros. Таджикский государственный медицинский университет) – tadżycka publiczna szkoła wyższa funkcjonująca w Duszanbe. 
Poprzednikiem uczelni był Instytut Medyczny założony w 1933 roku, funkcjonował on przez dwa lata, po czym został zamknięty ze względu na brak odpowiednich warunków, zwłaszcza ubogą bazę materiałową i techniczną. W 1935 roku, studenci zostali przeniesieni na Taszkiencki Instytut Medyczny. W 1939 Instytut Medyczny został uruchomiony  ponownie.  

## Struktura organizacyjna
W skład uczelni wchodzą następujące jednostki organizacyjne:
- Wydział Stomatologii
- Wydział Medycyny
- Wydział Farmacji
- Wydział Zdrowia Publicznego.